# (9265) Ekman
(9265) Ekman (1978 RC9) – planetoida z grupy pasa głównego asteroid okrążająca Słońce w ciągu 3,33 lat w średniej odległości 2,23 j.a. Odkryta 2 września 1978 roku.